# (11005) Waldtrudering
(11005) Waldtrudering (1980 PP1) – planetoida z pasa głównego asteroid okrążająca Słońce w ciągu 4,33 lat w średniej odległości 2,66 j.a. Została odkryta 6 sierpnia 1980 roku.